# Champoly
Champoly ist eine französische Gemeinde mit 315 Einwohnern (Stand 1. Januar 2022) im Département Loire in der Region Auvergne-Rhône-Alpes (vor 2016 Rhône-Alpes). Sie gehört zum Arrondissement Roanne und zum Kanton Renaison.

## Geographie
Die Gemeinde Champoly liegt im Norden der Monts de la Madeleine im Forez, etwa 30 Kilometer südwestlich von Roanne. Im Süden reicht das Gemeindegebiet bis an den Anzon. Umgeben wird Champoly von den Nachbargemeinden Saint-Romain-d’Urfé im Norden, Saint-Marcel-d’Urfé im Nordosten und Osten, Saint-Martin-la-Sauveté im Osten, Vêtre-sur-Anzon im Südosten, Süden und Südwesten sowie Les Salles im Westen. Durch die Gemeinde führt die Autoroute A89.

## Bevölkerungsentwicklung
| Jahr                       | 1962 | 1968 | 1975 | 1982 | 1990 | 1999 | 2006 | 2012 | 2022 |
| Einwohner                  | 520  | 437  | 361  | 373  | 307  | 260  | 276  | 309  | 315  |
| Quellen: Cassini und INSEE |      |      |      |      |      |      |      |      |      |

## Sehenswürdigkeiten

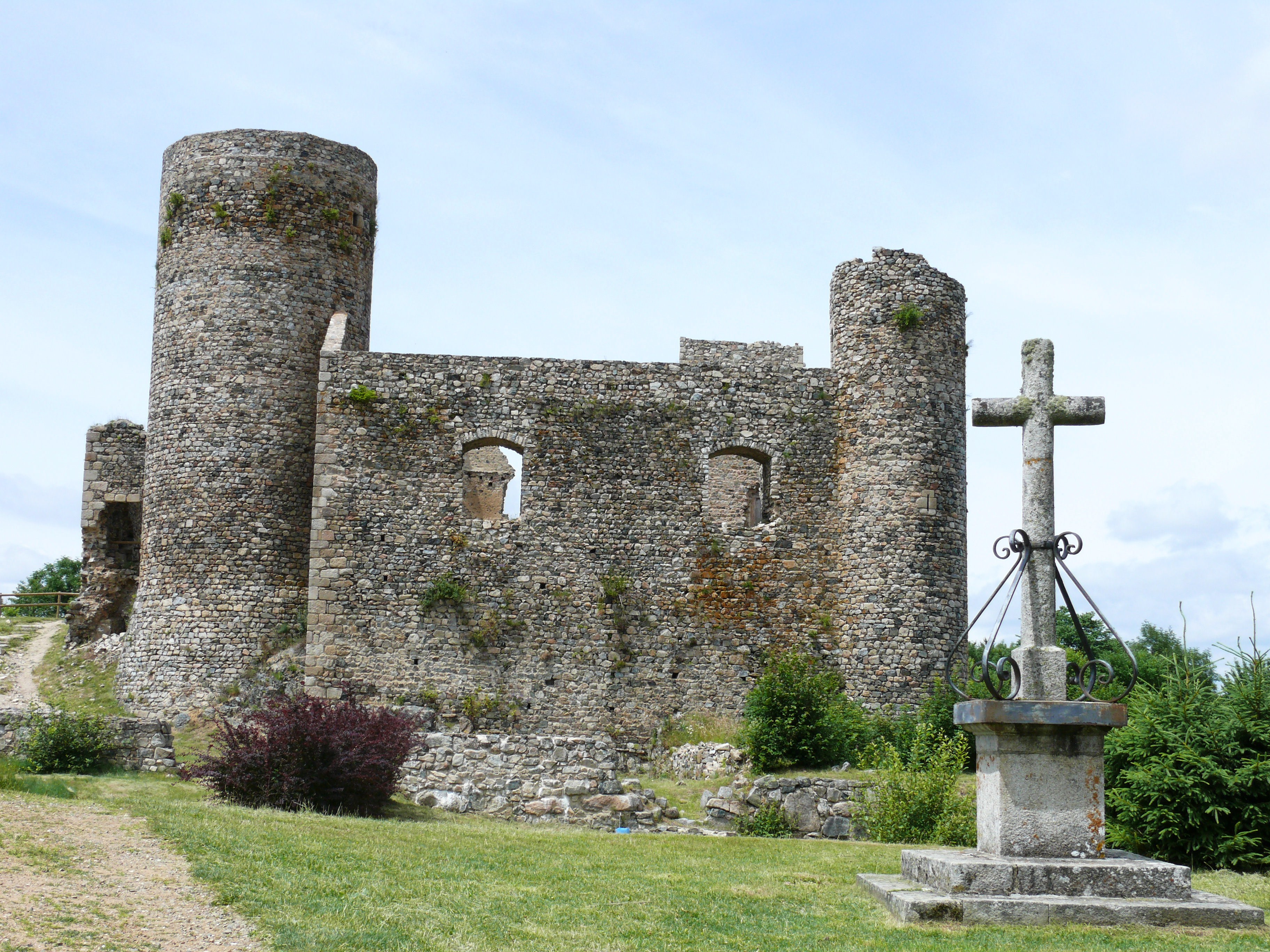
Burgruine Cornes d'Urfé

- Burgruine Cornes d'Urfé
- Kirche Saint-Bonnet